# Mihály Fülöp
Mihály Fülöp (Budapest, 10 de abril de 1936-Budapest, 26 de septiembre de 2006) fue un deportista húngaro que compitió en esgrima, especialista en la modalidad de florete.
Participó en dos Juegos Olímpicos de Verano en los años 1956 y 1960, obteniendo una medalla de bronce en Melbourne 1956 en la prueba por equipos. Ganó cuatro medallas en el Campeonato Mundial de Esgrima entre los años 1955 y 1959.

## Palmarés internacional
| Juegos Olímpicos   | Juegos Olímpicos      | Juegos Olímpicos  | Juegos Olímpicos    |
| Año                | Lugar                 | Medalla           | Prueba              |
| ------------------ | --------------------- | ----------------- | ------------------- |
| 1956               | Melbourne (Australia) | Medalla de bronce | Florete por equipos |
| Campeonato Mundial |                       |                   |                     |
| Año                | Lugar                 | Medalla           | Prueba              |
| 1955               | Roma (Italia)         | Medalla de plata  | Florete por equipos |
| 1957               | París (Francia)       | Medalla de oro    | Florete individual  |
| 1957               | París (Francia)       | Medalla de oro    | Florete por equipos |
| 1959               | Budapest (Hungría)    | Medalla de bronce | Florete por equipos |